# Bourgtheroulde-Infreville
Bourgtheroulde-Infreville ist eine Commune déléguée in der französischen Gemeinde Grand Bourgtheroulde mit 3.171 Einwohnern (Stand: 1. Januar 2017) im Département Eure in der Region Normandie.

## Geografie
Der Ort liegt am nördlichen Rand des Départements Eure im Roumois, rund 57 Kilometer südöstlich von Le Havre und 23 Kilometer südwestlich von Rouen. Das Gebiet liegt etwa acht Kilometer westlich des Regionalen Naturparks Boucles de la Seine Normande und etwa 5 Kilometer südlich des Staatswaldes La Londe-Rouvray.
Bourgtheroulde-Infreville gehört zu einer Klimazone des Typs Cfb (nach Köppen und Geiger) zugeordnet: Warmgemäßigtes Regenklima (C), vollfeucht (f), wärmster Monat unter 22 °C, mindestens vier Monate über 10 °C (b). Es herrscht Seeklima mit gemäßigtem Sommer.

## Geschichte
Die ehemalige Gemeinde Boscherville wurde 1964 eingemeindet, sie hatte 1962 nur 73 Einwohner. Die ehemalige Gemeinde Infreville wurde 1973 eingemeindet, sie hatte im Jahr 1968 385 Einwohner. 1973 erhielt Bourgtheroulde-Infreville seinen heutigen Namen. Der Bevölkerungsanstieg 1975 beruht auf der Eingemeindung Infrevilles aber von 1975 bis 1982 war der Bevölkerungszuwachs viel stärker. Die Einwohnerzahl verdoppelte sich fast (siehe Tabelle).
Mit Wirkung vom 1. Januar 2016 wurden die früheren Gemeinden Bourgtheroulde-Infreville, Bosc-Bénard-Commin und Thuit-Hébert zu einer Commune nouvelle mit dem Namen Grand Bourgtheroulde zusammengelegt. Die Gemeinde Bourgtheroulde-Infreville gehörte zum Arrondissement Bernay und zum Kanton Bourgtheroulde-Infreville.

### Geschichte Bourgtherouldes
| Jahr | Einwohner |
| ---- | --------- |
| 1846 | 784       |
| 1881 | 691       |
| 1891 | 767       |
| 1911 | 613       |
| 1954 | 522       |
| 1962 | 708       |
| 1968 | 881       |
| 1975 | 1.317     |
| 1982 | 2.559     |
| 1999 | 2.812     |
| 2008 | 2.915     |
| 2017 | 3.171     |

#### Gründung
Bourgtheroulde [butʀudə] verdankt seinen Namen einem Seigneur namens Turold. Théroulde ist die französische Version des Namens. Um 1025 erbte Théroulde entweder das Land von seinem Vater, oder es wurde ihm von Herzog Robert I. († 1035) geschenkt. Denn Théroulde wird nachgesagt der Lehrer von Wilhelm dem Eroberer (1027/28–1087) gewesen zu sein. Jedenfalls gründete er die Ortschaft Bourgtheroulde. Um 1031 wird er als Chévalier Toroldus zusammen mit Osbern de Crépon († 1040) in einer Urkunde der Abtei Saint-Wandrille erwähnt. 1035 unternahm Robert I. eine Pilgerreise nach Jerusalem. Sein Sohn Wilhelm blieb in der Normandie. Théroulde wurde 1040 getötet, zur gleichen Zeit wie Osbern de Crépon, der starb, als er Wilhelm vor einem Attentat beschützte.

#### Ancien Régime
Gegen Ende des 11. Jahrhunderts erhielt Robert I. d’Harcourt die Seigneurie Bourgtheroulde. 1123 beteiligte sich der damalige Graf von Harcourt an der Rebellion von Galéran IV. de Meulan (1104–1166) und Amaury III. de Montfort († 1137) gegen Heinrich I. von England (1068–1135). Heinrich I., beziehungsweise seinem Kämmerer Guillaume I. de Tancarville (Haus Tancarville), gelang es im März 1124 in einer Schlacht bei Bourgtheroulde, Galéran IV. de Meulan gefangen zu nehmen. Amaury III. de Montfort floh und die Rebellion zerbrach.

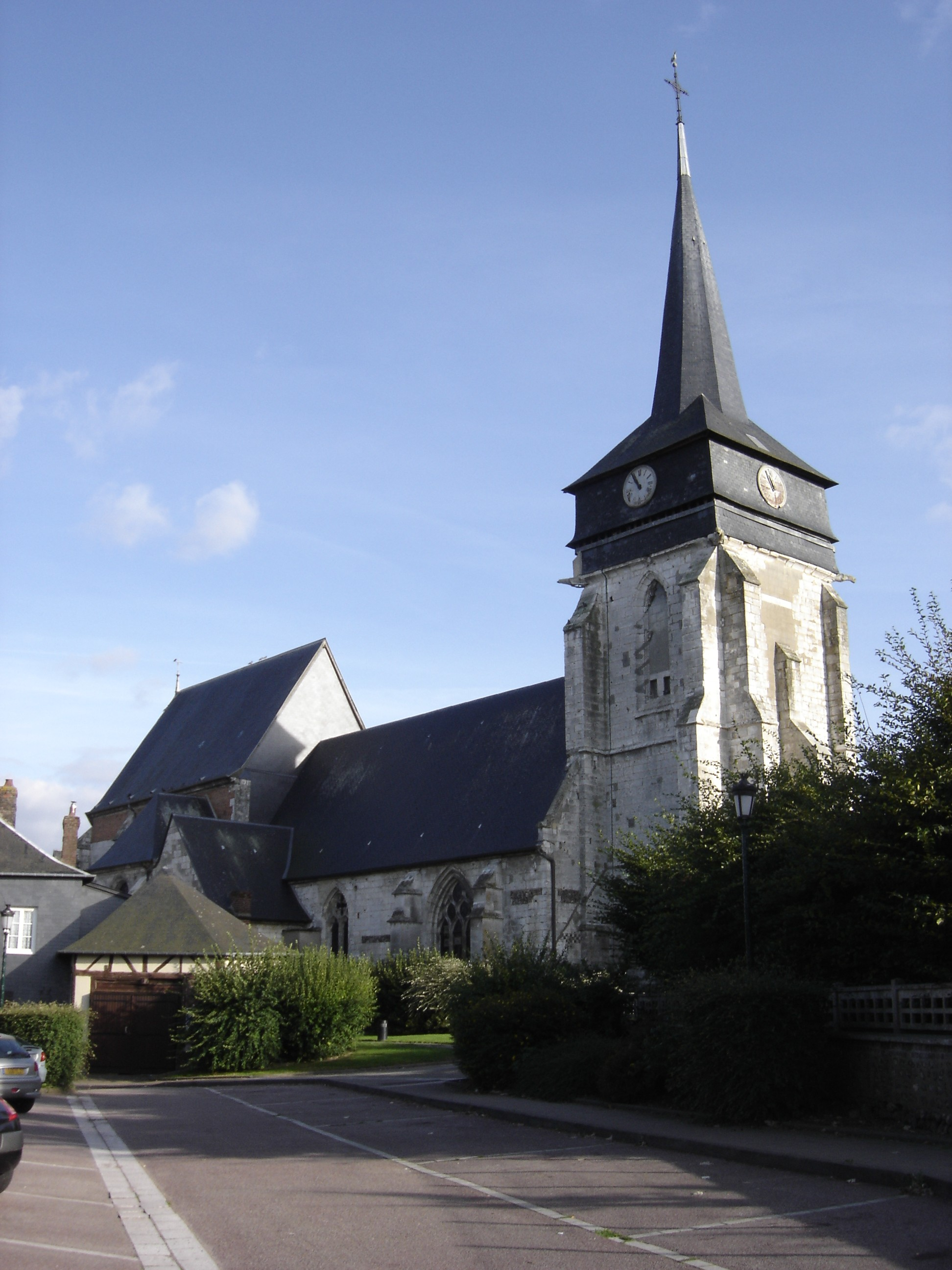
Die Kirche Saint-Laurent

Ab dem frühen 13. Jahrhundert war Bourgtheroulde Sitz eines Dekanats. Es gab bis zu sechs Lehen in der Ortschaft, die sich die Familien Ferrières, Tournebu und Thibouville bis zum 15. Jahrhundert teilten. Der Hundertjährige Krieg (1337–1453) hatte katastrophale Folgen für Bourgtheroulde. 1422 nahm das Dekanat keinen einzigen Sou an Steuern mehr ein. In den Akten des Erzbistums Rouen des Jahres 1441 steht, dass Bourgtheroulde und die umliegenden Ortschaften schon seit sechs Jahren verlassen waren. Im gleichen Jahr wurde die Kirche Saint-Laurent von Soldaten beschädigt. 1452 starb Jean VII. d’Harcourt und seine Tochter Jeanne († 1456) erbte die Seigneurie Bourgtheroulde und brachte sie in die Familie de Rieux ein.
Ab 1482 gab es Streitigkeiten um das Erbe Jeans VII. d’Harcourt zwischen den Familienzweigen de Rieux und Guise. Bourgtheroulde wurde im Zuge dieser Streitigkeiten 1499 an den damaligen Präsidenten des Parlement de Normandie, Guillaume Le Roux d’Esneval, verkauft. Der ließ die Kirche Saint-Laurent wiederherstellen und um 1506 in Rouen ein Hotel namens Bourgtheroulde errichten. Guillaume Le Roux d’Esneval wurde nach seinem Tod in der Kirche Saint-Laurent begraben.
1617 wurde die Seigneurie Bourgtheroulde unter der Herrschaft von Nicolas Le Roux († 1621) zu einer Baronie erhoben. Nicolas Le Roux und sein Sohn schlugen sich allerdings während der Fronde auf die Seite von Henri II. d’Orléans-Longueville und fielen in Ungnade. Durch die Fronde wurde die Einwohnerschaft von Bourgtheroulde abermals dezimiert. 1781 wurde Bourgtheroulde zum Marquisat erhoben. Claude IV. Le Roux († 1632) wurde nach dem Tod seines Vaters Président à mortier (hoher Justizbeamter) des Parlement von Rouen. Sein Sohn ließ die inzwischen wieder beschädigte Kirche Saint-Laurent wiederherstellen. 1691 wurde die Baronie verkauft. 1692 wird eine Schule in Bourgtheroulde urkundlich erwähnt.
1781 wurde Bourgtheroulde für Jean-Baptiste le Cordier des Bigards († 1830) an das Marquisat von La Londe (Département Seine-Maritime) angeschlossen.

#### Nach der Revolution

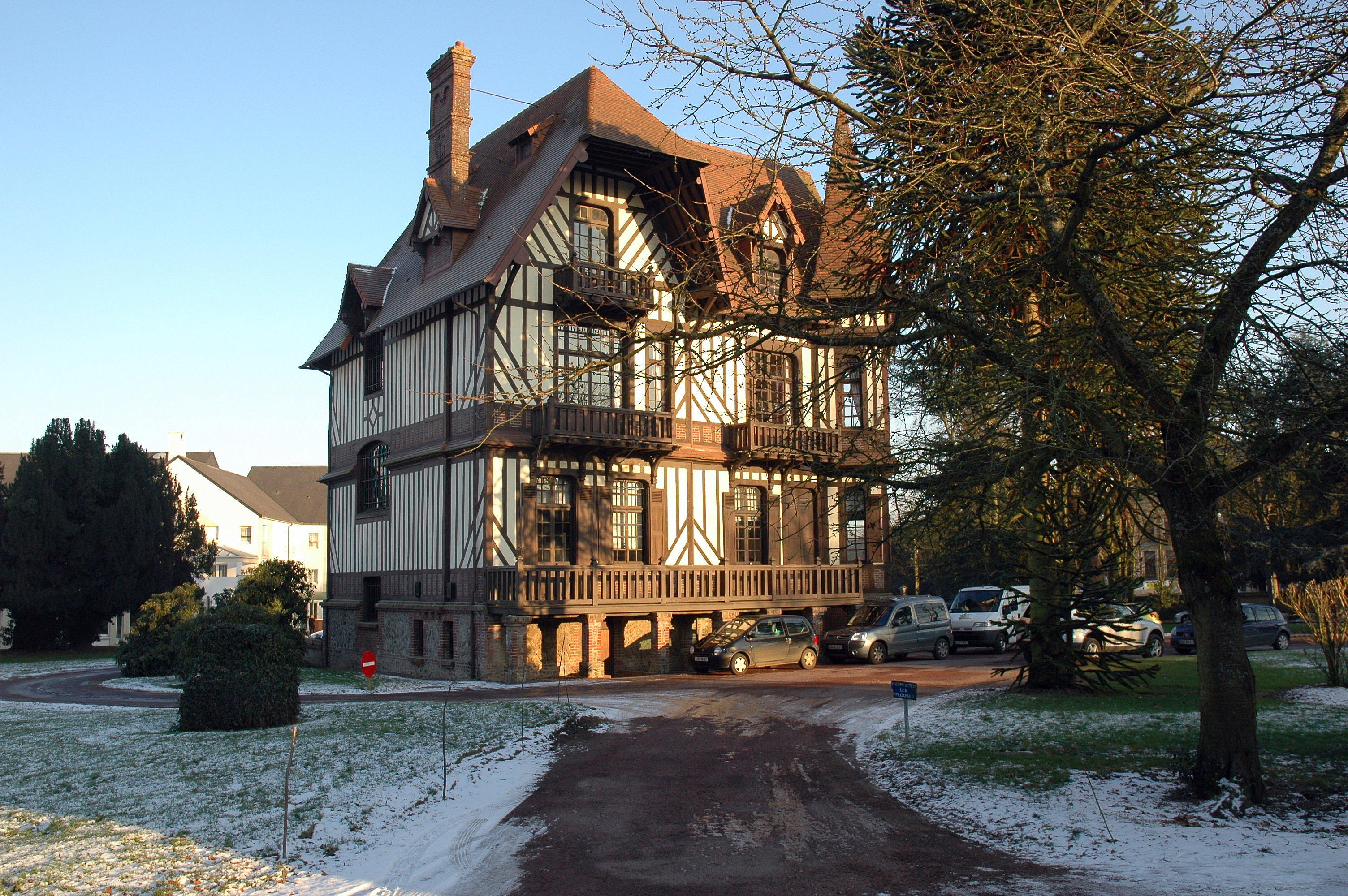
Das Manoir du Logis

1793 erhielt Bourgtheroulde-Infreville im Zuge der Französischen Revolution (1789–1799) als Bourgtheronde den Status einer Gemeinde und 1801 als Bourgthéroude das Recht auf kommunale Selbstverwaltung.
Im Deutsch-Französischen Krieg (1870–1871) war Bourgtheroulde im Dezember 1870 von deutschen Truppen besetzt.
Im Zweiten Weltkrieg (1939–1945) war Bourgtheroulde von deutschen Truppen besetzt. Die Kommandantur befand sich im 1902 erbauten Manoir du Logis. Im Sommer 1944 während der Operation Overlord wurde die Ortschaft durch die Alliierte Luftwaffe bombardiert. Am 26. August 1944 wurde die Gemeinde von kanadischen Truppen befreit. Bei der Befreiung wurden 15 Kanadier getötet und 36 verwundet. 12 der Kanadier wurden provisorisch auf einem Privatgrundstück begraben. Am 4 und 5. Juni 1945 wurden die Toten wieder ausgegraben und nach Bretteville-sur-Laize (Département Calvados) verbracht, wo sie auf dem dortigen kanadischen Soldatenfriedhof erneut begraben wurden.

### Geschichte Infrevilles
In der Ruine des alten Herrenhauses an der Kirche Saint-Ouen wurden Scherben und bemalte Fliesen aus gallo-römischer Zeit (52 v. Chr. bis 486 n. Chr.) gefunden. Die Römerstraße von Rouen (Rotomagus) nach Brionne (Breviodurum) führte dort entlang. Infreville wurde 1180 als Wifrevilla erstmals urkundlich erwähnt. 1250 taucht es in Schriftstücken als Iffrevilla auf. Der Ortsname wurde aus einem germanischen Namen Witfrid(us) oder Wifred und dem Wort -villa zusammengesetzt. Im Jahr 1213 schlossen der Bischof von Lisieux und der Abt von Jumièges einen Vertrag über „Rodungsflächen im Wald von La Londe bei Infreville“ (essarto foreste de Londa apud Wifrevillam). Die Rodungsflächen blieben im Besitz der Abtei von Jumièges und 1230 stammte ein Teil der Einnahmen der Abtei aus Infreville. Die Abtei Le Bec besaß 1453 ein Grundstück in der Ortschaft. Im 16. Jahrhundert gehörte das Kirchenpatronat in Infreville der Familie Le Roux. 1673 wurde Infreville an das Marquisat von La Londe angeschlossen. In Infreville gab es mehrere Lehen, das Lehen Grainville unterstand nicht dem Marquisat La Londe, sondern dem Marquisat Pont-Audemer.

### Geschichte Boschervilles
Boscherville wurde 1207 im Register Philipps II. (1165–1223) als Boschervilla erstmals urkundlich erwähnt. Als Seigneur wurde Guillaume du Thuit genannt, der außerdem Seigneur von Le Thuit-Signol war. Nègre und Beaurepaire nehmen an, dass der Ortsname aus einem Namen und -villa zusammengesetzt ist. Nègre schlägt den germanischen Namen Bozharius vor und Beaurepaire den altfranzösischen Nachnamen Boschier (‚Holzfäller‘). Das Lehen wurde im 13. Jahrhundert in zwei Teile geteilt, die Familie du Thuit, hatte das Kirchenpatronat inne, während die Familie de Boscherville das weltliche Lehen besaß. 1404 brachte Marie de Boscherville die Seigneurie durch Heirat in die Familie de Canonville ein. Ihr Sohn Pierre de Canonville vereinigte die beiden Teile der Seigneurie. 1601 kaufte der Edelknecht Jean Godard Boscherville und verkaufte es schon 1604 an den Vicomte von Pont-Authou weiter. 1659 wurde Boscherville an Guillaume Scot verkauft. Seine Nachfahren behielten Boscherville bis zur Französischen Revolution und ließen Boscherville zur Baronie erheben.

## Wappen

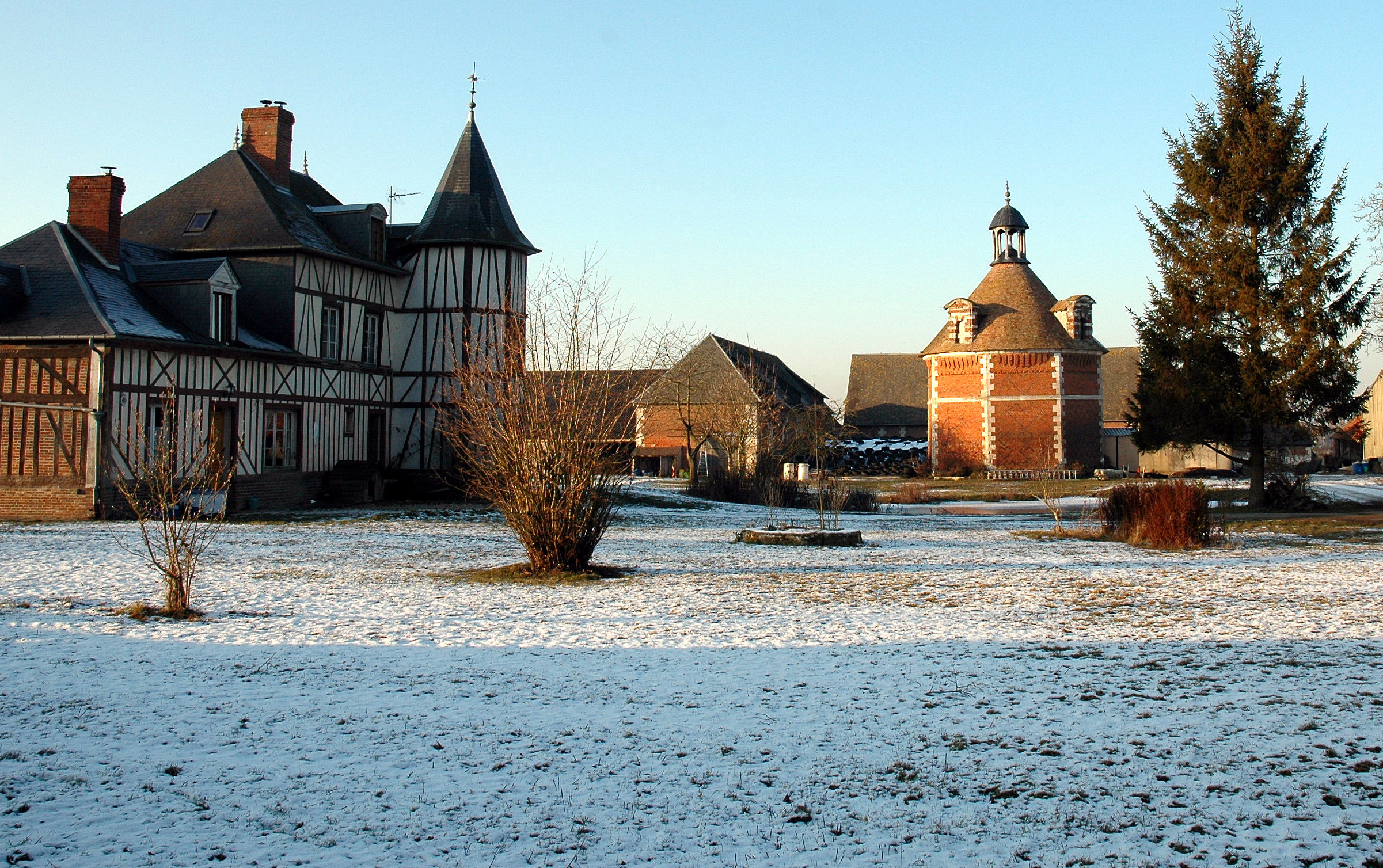
Die Ferme du Logis

Das Wappen der Gemeinde ist blau mit einem silbernen Sparren, begleitet von drei goldenen Leopardenköpfen. Das ist das Familienwappen der Familie Le Roux, die über zwei Jahrhunderte lang Seigneurs der Gemeinde waren und während dessen Herrschaft die Gemeinde zur Baronie erhoben wurde.

## Kultur und Sehenswürdigkeiten

### Kultur und Sehenswürdigkeiten Bourgtherouldes
Der ehemalige seigneuriale Bauernhof (Ferme de Logis) wurde im 17. Jahrhundert erbaut. Aus jener Zeit sind ein Taubenhaus, das westliche Giebeldach der Scheune und steinerne Brunnen erhalten, die 1965 in das Zusatzverzeichnis der Monuments historiques („historische Denkmale“) eingetragen wurden. Der Bauernhof befindet sich im Privatbesitz. Das Herrenhaus wurde im 16. Jahrhundert erbaut. Aus jener Zeit ist jedoch nur eine Scheune erhalten. Das Wohnhaus wurde im Zuge der Französischen Revolution 1794 zerstört und im 19. Jahrhundert wiederaufgebaut. Ursprünglich stand auf dem Grundstück noch die Kapelle Saint-Adrien aus dem 17. Jahrhundert. Sie ist nicht erhalten geblieben.
Das Kriegerdenkmal an der Mairie wurde 1952 von Hubert Yencesse (1900–1987), dem Sohn des Graveurs Ovide Yencesse (1869–1947), gestaltet. Mittelpunkt des Kriegerdenkmals ist die Skulptur einer knienden Frau. Die Linden an der Mairie sind offiziell als Site Inscrit (‚Naturdenkmal‘) eingestuft.
Die Pfarrkirche Saint-Laurent wurde im 14. Jahrhundert erbaut. Das Kirchenschiff aus jener Zeit ist erhalten geblieben. Der Glockenturm stammt aus dem 15., der Chor aus dem 16. Jahrhundert. Die Sakristei wurde im 19. Jahrhundert gebaut. Im Ancien Régime besaß der Seigneur das Kirchenpatronat.

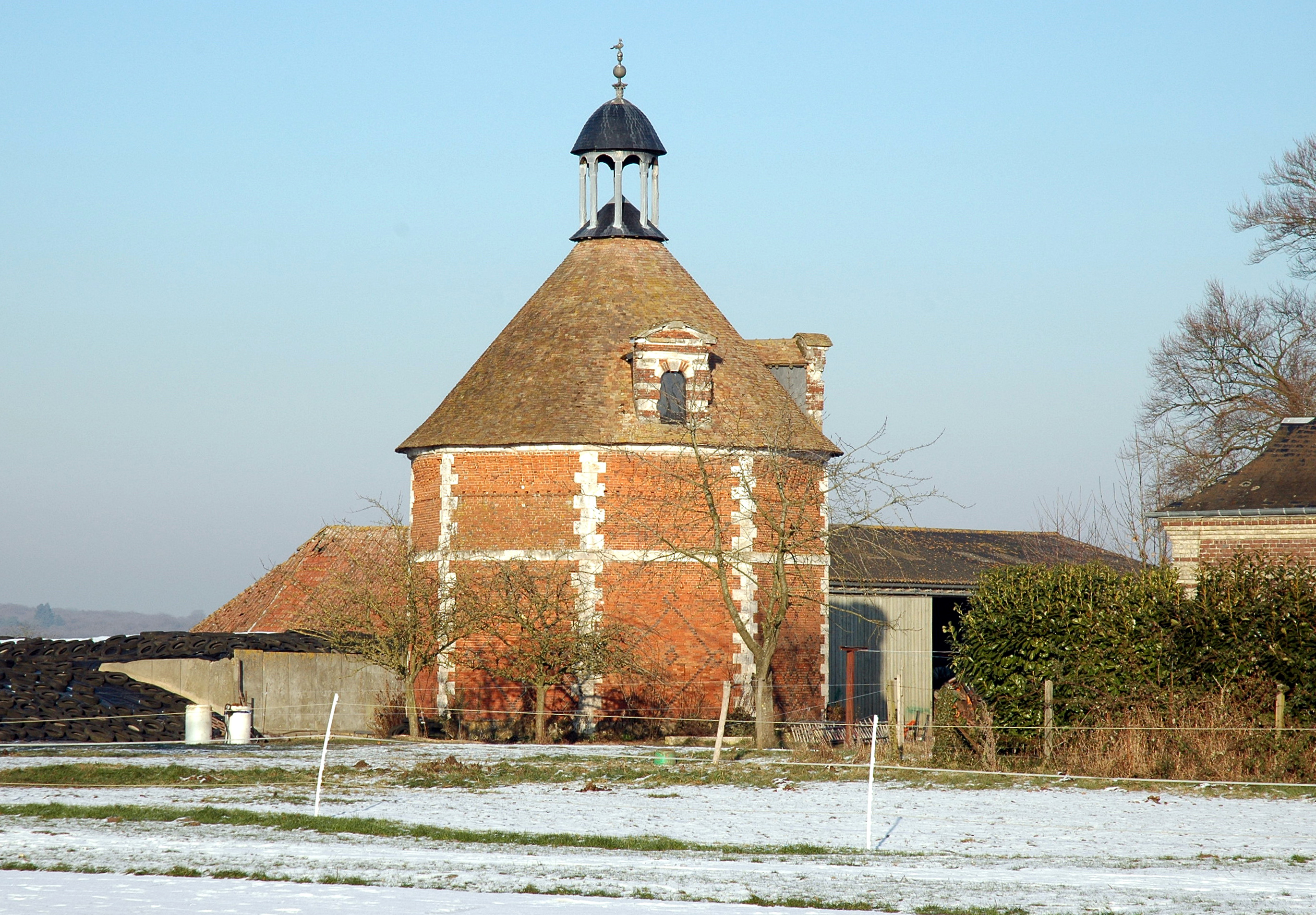
Das Taubenhaus der Ferme du Logis

Das Herrenhaus Château Gasse Keller wurde am Ende des 19. Jahrhunderts im Auftrag des Industriellen Félix Gasse errichtet. Während des Orkans Lothar im Dezember 1999 wurden zahlreiche Bäume im Park des Château entwurzelt oder beschädigt. Das Gebäude wurde von 2008 bis 2010 restauriert. Es befindet sich im Besitz der Gemeinde und wird für kulturelle Veranstaltungen genutzt.

### Kultur und Sehenswürdigkeiten Infrevilles
Die Kirche Saint-Ouen wurde im 13. Jahrhundert erbaut. Ihr Chor und Glockenturm wurden 1961 in das Zusatzverzeichnis der Monuments historiques eingetragen. Nur der Glockenturm stammt noch aus dem 13. Jahrhundert, der Chor aus dem 16. Jahrhundert wurde aus Kalkstein aus dem Senonium (pierre de Caumont) auf das Fundament einer älteren Kirche gebaut. 1982 wurden Restaurierungsarbeiten durchgeführt, um die Schäden durch säurehaltige Abgase der ansässigen Industrie zu mindern. Der Chor besitzt acht spitzbogige Fenster, von denen eines zugemauert wurde. An der Außenmauer der Kirche kann man noch Spuren einer Litre funéraire (‚Trauerband‘) mit dem Wappen der Le Roux erkennen. Sie stammt entweder aus dem Jahr 1672 oder 1712. Die Eiben auf dem Friedhof an der Kirche sind offiziell als Site classé eingestuft.
Im Weiler Saint-Martin wurde um 1130 die Priorei Saint-Martin und Saint-Nicolas gegründet, die der Abtei Saint-Georges de Boscherville in Saint-Martin-de-Boscherville unterstand. 1703 wurde eine neue Kapelle gebaut. Die Priorei wurde im Zuge der Französischen Revolution aufgelöst. Das Wohnhaus wurde 1858 wiederaufgebaut.
Infreville ist ein fiktiver normannischer Ortsname in Marcel Prousts (1871–1922) Auf der Suche nach der verlorenen Zeit (À la recherche du temps perdu).

### Kultur und Sehenswürdigkeiten Boschervilles
Die Kirche Saint-Sauveur wurde im 12. Jahrhundert erbaut. Sie ist heute dem Heiland geweiht, war aber noch im 13. Jahrhundert ‚Unserer Lieben Frau‘ geweiht. Aus jener Zeit ist nur das Strebewerk der Rückseite des Chors erhalten. Westfassade und Südmauer des Kirchenschiffs stammen aus dem 16. Jahrhundert. Die Nordmauer wurde im 17. Jahrhundert erneuert. 1924 wurde die Kirche offiziell als Denkmal eingestuft.

## Wirtschaft und Infrastruktur

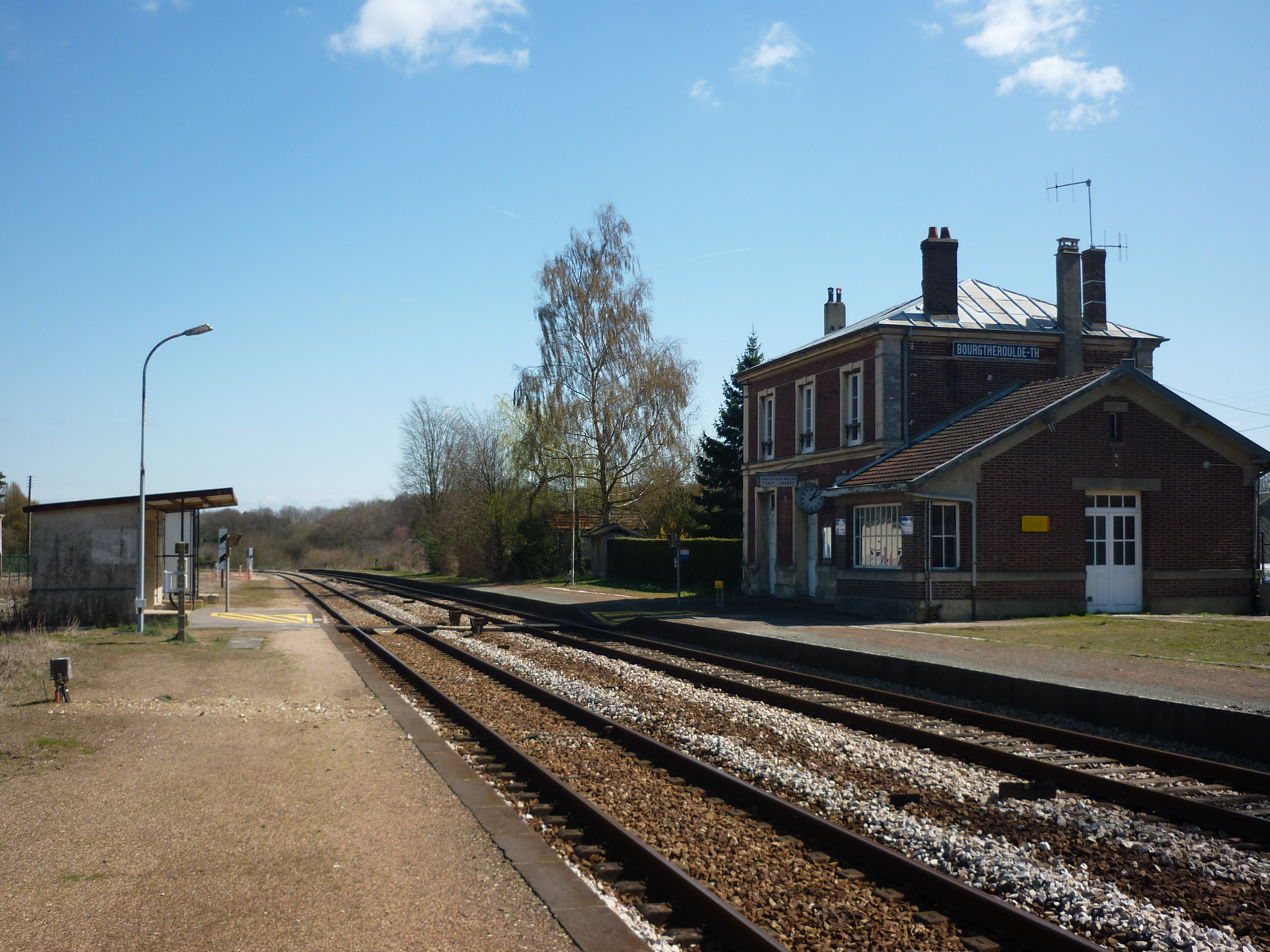
Der Bahnhof Bourgtheroulde – Thuit-Hébert

Im 19. Jahrhundert gab es in Bourgtheroulde eine Ziegelei, eine Weberei und eine Kerzenfabrik, in Infreville gab es ebenfalls eine Ziegelei. Wichtige Erwerbszweige waren Ackerbau und Obstbau (Äpfel). Die Äpfel wurden zu Cidre verarbeitet. Auf den Bauernmärkten wurde mit Vieh, Stoffen und Kleidungsstücken gehandelt. 1902 stellte die Firma Filoque in Bourgtheroulde Automobile her.
Heute gibt es zahlreiche handwerkliche und kaufmännische Betriebe im Ort. Größtes Unternehmen ist ein Großhandel für Bio-Reinigungs- und Lebensmittel, der 108 Personen beschäftigt. 1984 kaufte der Kommunalverband das Manoir du Logis und wandelte es in ein Altenheim um. Auf dem Gemeindegebiet gelten geschützte geographische Angaben (IGP) für Schweinefleisch (Porc de Normandie), Geflügel (Volailles de Normandie) und Cidre (Cidre de Normandie und Cidre normand).
In Bourgtheroulde gibt es den Kindergarten Léonard de Vinci, die Primarschule Hector Malot und das Collège Jean de La Fontaine. Außerdem verfügt die Gemeinde über eine Stadtbibliothek.
Bei Bourgtheroulde gibt es eine Anschlussstelle der Autoroute A 13. In der Nachbargemeinde Thuit-Hébert liegt der Bahnhof Bourgtheroulde – Thuit-Hébert. Er wird von Zügen der Linie Rouen – Bernay – Caen des TER angefahren. Der nächste Flughafen ist der Flughafen Rouen, der nächste Hafen liegt ebenfalls in Rouen.